# Lillebil
Begrebet Lillebil opstod som  et alternativ til taxier. 
Taxaer var autoriserede, og det var de enkelte kommuner, der før hyrevognsloven fra 1973 bestemte, hvor mange taxaer man skulle have i den enkelte kommune. Lillebiler derimod var et frit erhverv. Enhver kunne lave en lillebilscentral, og fra ca. 1920 og frem til 1973 fandtes et hav af lillebilscentraler. Lillebiler måtte før 1973 ikke søge hyre på gaderne og slet ikke på de autoriserede pladser, som tilhørte Taxa. De måtte hver gang efter endt tur køre tilbage til deres hjemsted og derfra få hyre. Hyrevognsloven fra 1973 afskaffede skillelinjen mellem taxa og lillebil. Fra da af var alle hyrevogne, og i dag er der kun den forskel, at begrebet Taxa er et beskyttet navn, og taxi er den internationale betegnelse for en hyrevogn.